# Castell de Vall-de-roures
El castell de Vall-de-roures és un castell-palau que forma un conjunt gòtic al capdamunt de Vall-de-roures i que havia estat dels arquebisbes de Saragossa, que tenien la vila com an feu.
L'origen del castell és incert. Les teories més recents ens porten fins a finals del segle xii, però no és en absolut descartable la idea que siga molt més antic. L'única certesa és que està construït entorn d'una roca natural (la cúspide de la qual fins i tot pot veure's en la seua segona planta) fortificada per a servir com a element defensiu, bé pels cristians en el procés de reconquesta o per alguna de les cultures precristianes que van habitar estes terres.
A finals del segle xiv, l'arquebisbe García Fernández d'Heredia comença la transformació del castell defensiu en un palau episcopal. Reconstruïx i àmplia la planta baixa, la primera planta i deixa el seu segell personal en els nombrosos escuts heràldics que es troben en les seues estades. García mor en 1411, però la seua tasca és continuada pels seus successors en el càrrec i molt especialment per Dalmau de Mur, responsable de la reconstrucció de la segona planta i part alta del castell.
Fins a finals del segle xvii els arquebisbes de Saragossa van continuar sent els Senyors del castell, començant després un progressiu abandó i ruïna que el deixaria en un estat lamentable. El 1931 és declarat monument nacional, però les actuacions per a la seua reconstrucció no començarien fins a 1977, i en especial fins als anys 1982 i 1983, quan es recuperen voltes i sòls de bona part de l'antic palau.
Hui en dia, el castell de Vall-de-roures continua buscant la seua antiga esplendor, havent-se convertit en un espai per a la cultura on tenen lloc exposicions, congressos, actuacions de música i que mira al futur recordant-nos el nostre llarg passat.